# Mata de São João
Mata de São João là một đô thị thuộc bang Bahia, Brasil. Đô thị này có diện tích 670,38 km², dân số năm 2007 là 34051 người, mật độ 50,8 người/km².